# Ho sposato uno sbirro
Ho sposato uno sbirro è una serie televisiva italiana trasmessa in prima visione dal 13 aprile 2008 al 18 novembre 2010, di genere commedia e poliziesco.
I protagonisti della serie sono una coppia di coniugi, entrambi poliziotti a Roma: Diego Santamaria, interpretato da Flavio Insinna, e Stella Morini, interpretata da Christiane Filangieri.

## Trama

### Prima stagione
Diego e Stella sono due poliziotti. Si sono incontrati, innamorati e sposati, ed adesso Stella si è appena trasferita da Firenze a Roma, dove suo marito è commissario. Stella invece è un ispettore, e si è fatta assegnare nello stesso commissariato dove lavora Diego. Insieme si ritrovano ora a stretto contatto 24 ore su 24, sia sul lavoro, dove inevitabilmente entrano talvolta in contrasto sul come condurre le indagini, sia nella vita privata, dove cercano faticosamente di far funzionare il loro rapporto. A tutta questa complicata situazione si aggiungono anche altri problemi "esterni" che rischiano di minare la loro unione, sia per quanto riguarda Stella Morini, che si ritrova a confrontarsi con Lorenza, pubblico ministero ed ex fidanzata di Diego, per cui prova ancora qualcosa, di cui la ragazza diventa subito gelosissima, che per Diego, alle prese con i sentimenti mai sopiti di Lorenza e con le ingerenze della madre Erminia e della suocera Clarissa nella sua vita coniugale con Stella.

### Seconda stagione
Stella partorisce due gemelle, Chiara e Camilla. La famiglia si trasferisce in una nuova casa e si riempie sempre di più, con un enorme San Bernardo e un bambino in adozione, Nicholas. Inoltre il vicino di casa, Giovanni, è una vecchia fiamma di Stella e ciò ingelosisce Diego. Lorenza, invece, decide di sposarsi ma il suo fidanzato non si presenta all'altare e la donna, disperata, chiede l'aiuto di Diego, causando nuovi problemi con Stella. I problemi continuano anche per Diego, sia a causa dell'atteggiamento freddo e scostante della suocera Clarissa nei suoi confronti e sia a causa del ricongiungimento di Lorenza con l'uomo che l'aveva abbandonata all'altare e, per di più, Nicholas sembra essere più affezionato a Lorenza che non a Stella e spesso dice a Diego che non avrebbe mai dovuto lasciare quella che ora è diventata la sua ex. Nonostante questi ostacoli, alla fine Stella scopre di essere di nuovo incinta, e Diego la porta finalmente in viaggio di nozze.

## Episodi
| Stagione         | Episodi | Prima TV |
| ---------------- | ------- | -------- |
| Prima stagione   | 10      | 2008     |
| Seconda stagione | 24      | 2010     |

## Personaggi e interpreti
- Diego Santamaria (stagioni 1-2), interpretato da Flavio Insinna.
È un commissario di polizia e marito di Stella. Nella seconda stagione diventa vice questore aggiunto.
- Stella Morini (stagioni 1-2), interpretata da Christiane Filangieri.
È un ispettore di polizia e moglie di Diego.
- Lorenza Alfieri (stagioni 1-2), interpretata da Luisa Corna.
È un pubblico ministero, ed è l'ex fidanzata di Diego.
- Giuseppe Lojacono (stagioni 1-2), interpretato da Antonio Catania.
È un ispettore di polizia.
- Clarissa (stagioni 1-2), interpretata da Barbara Bouchet.
È la madre di Stella.
- Erminia (stagioni 1-2), interpretata da Giovanna Ralli.
È la madre di Diego.
- Ramazza (stagioni 1-2), interpretato da Paolo Buglioni.
È uno spazzino amico di Diego.
- Simone Ardea (stagione 1), interpretato da Marco Bocci.
È un sovrintendente di polizia.
- Rosa Liguori (stagione 1), interpretata da Giulietta Revel.
È un agente di polizia.
- Barbara Castello (stagione 2), interpretata da Serena Rossi.
È un agente scelto.
- Antonio Branca (stagione 2), interpretato da Francesco Arca.
È un agente di polizia.
- Giovanni Vattoli (stagione 2), interpretato da Luca Calvani.
È il vicino di casa, nonché ex fidanzato di Stella.

## Produzione
La serie televisiva è co-prodotta dalla Lux Vide S.p.A. di Matilde e Luca Bernabei e da Rai Fiction.
Durante le riprese della prima stagione di Ho sposato uno sbirro, la Lux Vide decise di produrre la sesta stagione di Don Matteo; quindi, per esigenze di copione, il capitano Anceschi (interpretato da Flavio Insinna), tra i protagonisti di Don Matteo, venne promosso e trasferito a Roma, venendo sostituito sul set di Don Matteo da Simone Montedoro nel ruolo del nuovo capitano Giulio Tommasi. Montedoro dovette a sua volta lasciare il set di Ho sposato uno sbirro, dove recitava nella parte minore di un poliziotto.

## Citazioni e riferimenti
Nel corso delle stagioni, alcuni partner di Flavio Insinna nella serie televisiva Don Matteo sono apparsi in Ho sposato uno sbirro in alcuni camei: Nino Frassica (il maresciallo Cecchini in Don Matteo) è apparso dapprima in un episodio della prima stagione, dove ha interpretato l'insegnante di un corso di cucina molto particolare, e successivamente in uno della seconda stagione, stavolta nei panni di un agente immobiliare; Nathalie Guetta (Natalina in Don Matteo) è apparsa in un episodio della seconda stagione, nei panni della portinaia della casa di Lojacono; Francesco Scali (Pippo in Don Matteo) è invece apparso nell'ultimo episodio della seconda stagione, nei panni di un artista di strada; Pietro Pulcini (il brigadiere Ghisoni in Don Matteo) è infine apparso in un episodio della seconda stagione, nei panni di un indagato per omicidio.

## Riconoscimenti
Durante la serata del "Gran Premio della fiction italiana 2007-2008", svoltasi l'8 luglio del 2008 nell'ambito del Roma Fiction Fest 2008, il settimanale TV Sorrisi e Canzoni, dopo un sondaggio tra i lettori, ha assegnato tre premi alla fiction Ho sposato uno sbirro: miglior fiction in assoluto, miglior fiction di genere commedia e miglior attore (Flavio Insinna).